# Mireille Delunsch
Mireille Delunsch (* 2. November 1962 in Mülhausen, Elsass) ist eine französische Opernsängerin (Sopran).

## Leben
Sie erhielt ihre Ausbildung an der Opéra du Rhin in Straßburg und debütierte als Blumenmädchen im Parsifal. Sie sang zunächst Mozart-Partien, wie die Konstanze aus der Entführung aus dem Serail. Seit einigen Jahren ist sie eine der gefragtesten französischen Sängerinnen sowohl für Georg Friedrich Händel und Claudio Monteverdi als auch Giuseppe Verdi (La traviata) und Benjamin Britten (Gouvernante in The Turn of the Screw). Sie sang bei den Festspielen in Aix-en-Provence 2009 eine vielbejubelte Elektra in der Neuinszenierung der Mozartoper "Idomeneo" von Olivier Py, mit Marc Minkowski und den Musiciens du Louvre - Grenoble.